# صالح شرف الدين العاملي
صالح شرف الدين العاملي المعروف بالسيد صالح الكبير العاملي المكي (1710-1802)، عالم دين شيعي لبناني من علماء عصره، انتهت اليه رئاسة الشيعة الإمامية في البلاد الشامية.

## نسبه
صالح بن السيد محمد بن السيد إبراهيم شرف الدين ابن السيد زين العابدين بن السيد نور الدين الموسوي العاملي،

## ولادته ونشأته
ولد سنة 1122 هجرية في قرية شحور العاملية، والده السيد محمد شرف الدين الشحوري العاملي ووالدته بنت الشيخ الحر العاملي صاحب الوسائل.
 تزوج من بنت الشيخ علي بن الشيخ (محيي الدين) بن (علي) بن (محمد) بن (حسن) بن (زين الدين) العاملي وأولدت له السيد صدر الدين محمد والسيد محمد علي

قرأ على والده وعلى غيره من علماء عصره في جبل عامل، ثم هاجر إلى مصر والحجاز والعراق ودرس على الكثير من العلماء في تلك الحواضر العلمية.

وفي سنة 1163 رجع إلى بلاده واستقر فيها. له كرامات وحكايات تدل على مقامات عالية.

## ورعه وزهده
كان ملتزما بصوم رجب وشعبان من كل سنة وصوم يوم الجمعة من كل أسبوع. ويعامل النوافل المستحبة معاملة الفرائض، فاذا فاته شيء منها لعذر قضاه. كان كثير البر والصدقة حتى أنه تصدّق بخاتمه وبعض أواني منزله.

## حبسه وموت ولده
كان أحمد باشا الجزار شديد البطش بأهل جبل عامل، فاجتمع جماعة من العلماء الأعيان في جبل عامل واتفقوا على سمّه إذا نزل في دار أحد منهم. ولما علم أحمد باشا الجزار بأمر هؤلاء الأعيان قبض عليهم، فحبس جماعة منهم، وعذّب بعضهم، وقام بقتل نفر منهم. وكان السيد صالح من بين الذين حُبسوا هو وجماعة من العلماء بينهم ابنه السيد المكنّى «أبو البركات».فأما ابنه السيد أبو البركات فقد قتل على مرأى من أبيه السيد صالح. واما السيد صالح فقد حُبس مع ستة من أهل بلاده، وكان في محبسه لا يميّز الليل من النهار، فدعا بدعاء الطائر الرومي المروي عند الشيعة، ففرّج الله عنه وخرج مع من كانوا معه، وذلك سنة 1197 هجرية وتوجه إلى العراق مع عياله.
ولما علم الجزّار بخروج السيد أرسل جنوده إلى داره في بلدة معركة وأخذ خزانة الكتب المشتملة على ألوف من الكتب وفيها مصنفاته ومصنفات آبائه، فحملها على البغال والجمال وألقوا الكثير منها في البحر، واحرقوا بعضها وحملوا بعضا منها إلى عكا، وبذلك لم يصلنا من مؤلفاته شيئا على الظاهر.

## أولاده
بعد مقتل ابنه السيد أبو البركات، انتقل مع أولاده إلى النجف،وأولاده هم:  
- أبو البركات بن السيد صالح (توفي في العام 1197 هجرية)،[2]
- محمد مهدي بن السيد صالح (أولاده: محمد وعبد الكريم)،
- أبو الحسن بن السيد صالح (توفي عام 1275 هجرية)،[3] وكان عالما فقيها، له عدد من الأولاد: محمد علي بن أبي الحسن بن صالح: صاحب كتاب اليتيمة وجعفر بن أبي الحسن بن صالح : ولد في النجف في العام 1246 هجرية، وتوفي في طهران في العام 1297 هجرية وكان من أهل الثروة وسكن طهران.[4]

- محمد علي بن السيد صالح: ولد في جبل عامل في قرية (شدّ غيث) في حدود سنة 1191 هجرية. وقد عاش 46 عاما. وتوفي سنة 1237 هجرية في أصفهان ونقل إلى النجف فدفن فيها. وهو جد السيد حسن الصدر لأبيه. وكان السيد محمد علي شريك أخيه السيد صدر الدين في كل شيوخه وفي جميع دروسه.  هاجر مع ابيه إلى العراق وابن سنتين، وذهب لزيارة الرضا في خراسان، فمرض وبقي عند اخيه حتى وفاته.[5]  له من الأولاد :

1. السيد موسى: كان يسكن في طهران
2. السيد عيسى[6]:كان يسكن في طهران وله فيها أولاد توفي في النجف ودفن فيها عام 1180 هجرية، له من الأولاد السيد إبراهيم والسيد جمال الدين.
3. السيد هادي والد السيد حسن الصدر. وكان عمره سنتين عند وفاة واده فكفله عمه السيد صدر الدين.

- السيد صدر الدين محمد بن السيد صالح: وهو جد الطائفة المعروفة بآل الصدر المنتشرة في لبنان والعراق وإيران.

## وفاته
سكن السيد صالح في النجف حتى توفي سنة 1217 هجرية ودفن فيها. (وقيل أنه توفي سنة 1212 هجرية)